# Дурбет
Дурбет — деревня в Называевском районе Омской области. В составе Князевского сельского поселения.

## История
Основана в 1890 году. В 1928 году деревня Дурбетовская состояла из 121 хозяйства, основное население — русские. Центр Дурбетовского сельсовета Москаленского района Омского округа Сибирского края.

## Население
| 1926 | 2002 | 2010 |
| ---- | ---- | ---- |
| 745  | ↘221 | ↘195 |